# Boniface de Savoie
Ne doit pas être confondu avec l'archevêque et bienheureux Boniface de Savoie.
Pour les articles homonymes, voir Boniface.
Boniface de Savoie, dit le Roland, né à Chambéry probablement le 1er décembre 1244, mort à Turin en juin 1263, est un comte de Savoie et de Maurienne, et duc d'Aoste, du milieu du XIIIe siècle.

## Biographie

### Origines
Boniface est le troisième enfant du comte Amédée IV, issu de son second mariage avec Cécile des Baux. Ce mariage se déroule en décembre 1244. Boniface serait né, selon la tradition, le 1er décembre 1244,, au château de Chambéry. Ses deux sœurs aînées sont issues d'un mariage avec Anne (appelé aussi Marguerite) de Bourgogne (1192 † 1243). La première, Béatrice , est mariée à Manfred III de Saluces, marquis de Saluces (1210-1244), puis en 1247 à Manfred Ier (1232-1266), roi de Sicile. La seconde, Marguerite († 1254), est mariée à Boniface II de Montferrat († 1253), puis Aymar III de Poitiers († 1277), comte de Valentinois.
Son père le désigne comme son héritier dans son testament du 19 septembre 1252, modifié le 28 mai 1253.

### Comte de Savoie (1253-1263)
Âgé de neuf ans à la mort de son père, en 1253, il commence son règne sous la tutelle de sa mère, la comtesse Cécile des Baux, et de son oncle, Thomas II de Piémont, seigneur de Piémont,,, qui mourra en 1259.
Son oncle, Thomas II, défend ses intérêts au moment du partage de l'héritage contre ses deux autres oncles Pierre et Philippe, afin d'éviter le démembrement du comté,. Chacun d'eux reçoit une terre des États de Savoie en apanage. Au cours de la guerre de Succession de Flandre, le comte de Savoie s'engage auprès des armées du roi Louis IX de France, menées par le comte Charles Ier d'Anjou. Il est accompagné de son oncle Thomas, ex-beau-frère de la comtesse Marguerite II de Flandre.
Si les États de Savoie connaissent une certaine quiétude, la situation du côté du Piémont reste difficile. Son oncle poursuit la politique de son frère, le comte Amédée IV, en Piémont, faisant face notamment à Asti qui a rejoint la coalition antisavoyarde avec l'évêque de Turin et le marquis de Montferrat. L'armée savoyarde est défaite à Montebruno, en 1254, et Thomas II est fait prisonnier. L'année suivante, Pierre de Savoie conduit une expédition sur les terres d'Asti et de Turin, forçant l'obtention d'un traité. Tentant d'obtenir le soutien des rois d'Angleterre et de France, Pierre obtient la libération de son frère, Thomas II, en 1257. Le fleuve Pô devient la frontière entre les États de Savoie et la cité d'Asti.
En 1263, Boniface de Savoie se décide de venger son oncle Thomas II de Piémont, tué, en 1259, par le parti des Guelfes triomphant à Turin. Allié naturel de l'Empereur, Boniface, à la tête d'une armée savoyarde et de ses vassaux (dont le marquis de Saluces et Jean de Bourgogne), arrive en Piémont, bat les troupes angevines de Charles Ier d'Anjou à la bataille de Rivoli et met en place le siège de Turin. Cependant, après quelques jours, arrivent, au secours des assiégés, les troupes des Montferrains et des Astésans. La Chronique de Savoye (XVe siècle), de Cabaret, historiographe du comte Amédée VIII, relate l'évènement de cette manière : « Apprenant la nouvelle, le comte et le marquis se retirèrent à part pour délibérer, mais tous deux étaient jeunes et il fut décidé d'engager le combat, quelle que put en être l'issue. Ils se firent faire chevaliers, rangèrent leurs gens en bataille, et attendirent leurs ennemis ». Le comte Boniface et le marquis de Saluces sont faits prisonniers,. L'abbé Frézet, dans son Histoire de la maison de Savoie (1826), peint les conditions de la captivité du jeune prince avec une certaine bienveillance : « Cependant la tristesse que lui causa sa défaite, et plus encore le chagrin de ne trouver aucun sentiment généreux en ceux qui exerçaient le pouvoir dans la ville, le conduisirent au tombeau, à la fleur de l'âge. S'il est vrai que d'indignes traitemens aient été mis en usage pour lui arracher un acte de renonciation, la constante fermeté de son refus ajouterait encore à la beauté de son caractère. »

### Mort et succession
Boniface de Savoie meurt en captivité à Turin. Le Régeste genevois donne pour date le 7 juin 1263. Il n'était pas marié et sans descendance. Peu de temps avant sa mort, ses oncles négociaient, selon l'historiographe Pingon, un mariage avec Agnès de Bavière, fille du duc Othon de Bavière, qui se serait déroulée après la prise de Turin.
Le médiéviste Laurent Ripart (2012) précise que l'on ne sait pas « ce qu’il advint de son corps ». La tradition raconte que le corps aurait été acheté et porté en la cathédrale de Saint-Jean-de-Maurienne,,. André Palluel-Guillard indique, sur la notice du site Sabaudia.org, que le corps a été enterré à Saint-Jean de Maurienne, mais qu'il aurait été transféré, au cours du XIXe siècle, à l'abbaye Saint-Michel-de-la-Cluse.
Il est surnommé, selon la tradition, le « Roland »,, en lien avec le chevalier Roland. Selon la Chronique de Savoye (XVe siècle), il reçut son surnom en raison de ses qualités : « Boniface, comte de Savoie était un homme de haute taille, de robuste constitution et très courageux ; sa force surpassait celle de tous les hommes de son temps et il avait reçu le surnom de Roland ». L'historien Samuel Guichenon (XVIIe siècle) quant à lui décrit le jeune prince comme « vaillant, généreux et d'une force si prodigieuse, qu'il en fut surnommé Roland, ce qui faisait croire qu'étant successeur de tant de grands princes, il hériterait de leur bonne fortune, comme de leurs biens et de leur vertu, mais Dieu en disposa autrement ». Cependant, comme le fait remarquer l'historien de la maison de Savoie, Joseph Henri Costa de Beauregard, « On ne devine pas ce qui put lui valoir le surnom que l'histoire lui donne ; sa vie n'ayant été qu'une minorité prolongée ». Les historiens contemporains sont plus sévères que les historiographes, Frézet (XIXe siècle), bien que souvent complaisant dans sa description, qualifie Boniface d'« impétueux », Palluel-Guillard de « jeune et irresponsable » et Demotz (2000) « de jeune étourdi qui finit ses jours prématurément dans une expédition mal organisée ».
Guichenon nous dit que « sa devise assez bien appliquée à la disgrâce fut un lion qui court après un lièvre, avec ces paroles, ni potior morior » (« L'atteindre ou mourir ! »). Ce motto se rapproche de la citation attribuée à César Borgia : Aut Caesar, aut nihil (« Ou empereur ou rien ! »).
Le titre de comte revient à son oncle Pierre II de Savoie (1203-1268), qui est mentionné, pour la première fois, comme comte dans un acte du 16 juin 1263 (Régeste genevois). Le premier acte du nouveau comte est de convoquer ses barons et de former une armée capable de combattre contre les forces qui avaient vaincu son neveu Boniface. Il passe les Alpes, assiège Turin et bat les Montferrains et les Astésans, puis châtie les révoltés piémontais qui avaient tué son neveu.